# Perimeceta
Perimeceta is een geslacht van vlinders van de familie van de grasmotten (Crambidae), uit de onderfamilie van de Hoploscopinae.

## Soorten
- P. incrustalis (Snellen, 1895)
- P. leucoselene (Hampson, 1919)
- P. leucosticta (Hampson, 1919)
- P. niphotypa Turner, 1915